# Stepan Kolesnicenko
Stepan Kolesnicenko (în rusă Степан Колесниченко; n. 24 decembrie 1913, Iakîmiv Iar, Comuna Stari Maiakî, Odesa, Ucraina – d. 30 august 1943, Raionul Hluhiv, RSS Ucraineană, URSS) a fost un militar sovietic, participant al celui de-Al Doilea Război Mondial și Erou al Uniunii Sovietice (distins postum în 1943). 

## Biografie
S-a născut în satul moldovenesc Hîrtop din ținutul Tiraspol, gubernia Herson, Imperiul Rus (actualmente în Transnistria, Republica Moldova). După absolvirea școlii a lucrat ca șofer de tractor. În 1934 a absolvit primul curs al unei școli tehnice mecanice, după care a lucrat ca șofer, mecanic auto. În 1935, a fost chemat să servească în Armata Roșie. În 1939 a absolvit clubul de zbor din Odesa. A luat parte la bătăliile războiului sovieto-finlandez. Ulterior, a absolvit Școala de pilotaj a aviației militare din Odesa. Începând cu primăvara anului 1942, a luptat pe fronturile celui de-Al Doilea Război Mondial.
Până în iulie 1943, a slujit în calitate de locotenent-asistent al Regimentului 519 de aviație de vânătoare al celei de-a 283-a divizii de aviație de vânătoare, la rândul ei, parte a celei de-a 16-a armată aeriană a frontului central. În acel moment, zburase 114 misiuni de luptă, luase parte la 24 de bătălii aeriene, doborând 16 avioane inamice de sine-stătător și încă 4, ca parte a unei formații de luptă. Pentru aceste misiuni, a fost nominalizat la titlul de Erou al Uniunii Sovietice.
Pilotul a murit într-o bătălie aeriană pe teritoriul regiunii Sumî din RSS Ucraineană pe 30 august 1943. A fost înmormântat într-un mormânt comun din satul Bereza, raionul Gluhovski. Prin decretul prezidiului Sovietului Suprem al URSS din 2 septembrie 1943, locotenentului i-a fost acordat titlul de Erou al Uniunii Sovietice, pentru „curajul și eroismul arătat în luptele aeriene împotriva invadatorilor germani”.
El a primit, de asemenea, ordinele „Lenin”, „Ordinul Stindardul Roșu” și „Ordinul Steaua Roșie”.
O școală și o stradă din satul natal sunt numite în cinstea militarului. De asemenea, o placă memorială în memoria sa a fost instalată pe clădirea școlii din satul Șipca, raionul Grigoriopol.